# 克里福德 (伊利諾伊州)
布克里福德（英語：Clifford）是位於美國伊利諾伊州威廉森縣的一個非建制地區。該地的面積和人口皆未知。

## 地理
布克里福德的座標為37°49′25″N 89°04′38″W / 37.82361°N 89.07722°W，而該地的平均海拔高度為118米（即387英尺）。